# Atilio Renzi Segura
Atilio César Renzi Segura (Mercedes, Soriano; 20 de abril de 1901 - Montevideo, 31 de marzo de 1984) fue un magistrado uruguayo, quien se desempeñó como Procurador del Estado en lo Contencioso Administrativo entre 1962 y 1969.

## Primeros años
Nació en Mercedes el 20 de abril de 1901,hijo de Luis Renzi, italiano, y de Clara Segura, uruguaya.  
Cursó estudios en la Facultad de Derecho de la Universidad de la República, donde obtuvo el título de abogado.

## Fiscal Letrado en la capital
En abril de 1957 fue nombrado adjunto a la Fiscalía de Gobierno de Segundo Turno.
En enero de 1962 fue designado Fiscal de Hacienda de Primer Turno.

## Procurador del Estado en lo Contencioso Administrativo
Poco después, el 1° de marzo de 1962, fue nombrado por el Consejo Nacional de Gobierno como Procurador del Estado en lo Contencioso Administrativo,en sustitución de Juan Carlos Imhof, quien cesara en la misma fecha por cumplir los diez años de permanencia en el cargo.
Conforme lo dispuesto por la Constitución, que se remite respecto de las condiciones para ocupar el cargo a las determinadas para los miembros del Tribunal de lo Contencioso Administrativo, que a su vez se regulan por lo previsto para los integrantes de la Suprema Corte de Justicia, Renzi podía permanecer como Procurador hasta cumplir los 70 años en 1971. Sin embargo, se retiró en 1969, siendo designado en su reemplazo José Roberto Figueroa Martínez.

## Otras actividades
En enero de 1936 fue designado Secretario General de la Dirección General de Institutos Penales,cargo al que renunció en 1942.
En 1938 fue delegado al primer Congreso Latinoamericano de Criminología de Buenos Aires.
Fue asesor jurídico del Centro Automovilista del Uruguay,y en el ámbito público se desempeñó también como asesor jurídico del Ministerio de Salud Pública.

## Vida personal y fallecimiento
Contrajo matrimonio en 1932 con Blanca Juanicó Maciel,con quien tuvo dos hijas, Susana y Raquel Renzi Juanicó.
Atilio Renzi Segura falleció en Montevideo el 31 de marzo de 1984, poco antes de cumplir 83 años de edad.